# Velrybka malá
Velrybka malá, někdy nazývaná též velryba malá (Caperea marginata) je druh vzrůstem nevelkého kytovce, nejmenší zástupce kosticovců a jediný zástupce čeledi velrybkovití (Neobalaenidae). Žije v oceánech a mořích severně od Antarktidy v pásu mezi jižními cípy Jižní Ameriky, Afriky a Austrálie. Dosahuje délky 6–6,5 metru a váhy 3–3,5 tuny. Nepatří mezi tzv. pravé velryby do čeledi velrybovitých (Balaenidae), ačkoli morfologicky i ekologicky se jim velmi podobá, pravděpodobně jde o druh sesterský čeledi plejtvákovití (Balaenopteridae). Živí se planktonem a krilem. Patří mezi nejméně prozkoumané kytovce. Mezinárodní svaz ochrany přírody hodnotí tento druh jako málo dotčený.

## Jméno a taxonomie

Srovnání velikosti velrybky s člověkem

Velrybka malá získala své současné binomické jméno v roce 1870, ale popsána byla již v roce 1846. Jméno Caperea marginata pochází z latiny, znamená „ohraničená vráska“ nebo „ohraničený záhyb“ a vztahuje se k ušní kosti a kosticím velrybky. V angličtině se druh jmenuje pygmy right whale – „trpasličí pravá velryba“. I v jiných jazycích se odkazuje především na malé rozměry tohoto kytovce.
Evoluce tohoto kytovce byla dlouho dobu nejasná. Objasnění evolučního původu velrybky malé dlouho bránila absence jejího kompletního genomu. Ten byl získán až z jedince vyplaveného na pobřeží Austrálie roku 2017. Studie publikovaná o šest let později vyvrátila tradiční hypotézu o příbuznosti velrybky malé s velrybami rodů Balaena a Eubalaena. Analýza genomu totiž prokázala sesterský vztah s čeledí plejtvákovití (Balaenopteridae), která vedle plejtváků rodu Balaenoptera (či nověji rodů Balaenoptera, Pterobalaena a Rorqualus) zahrnuje také keporkaka (Megaptera novaeangliae) a plejtvákovce šedého (Eschrichtius robustus). Autoři zmiňované studie navíc diskutují možnou evoluční návaznost velrybky malé na jinak fosilní čeleď Cetotheridae, která se ve fosilním záznamu objevuje před 19–16 miliony let, což je doba, kdy mělo dojít k oddělení velrybky a plejtvákovitých.

## Popis
Velrybka malá je nejmenší kosticovitý kytovec. Dosahuje průměrné délky 6,1 metru, přičemž zaznamenané maximum bylo 6,5 metru. Váha se obvykle pohybuje okolo 3 tun, největší hmotnost pak byla 4,5 tuny. Samice bývá o málo větší než samec. Délka čerstvě narozených mláďat je asi 2 metry.
Zbarvení je v odstínech šedé někdy až šedomodré, přičemž hřbetní část je tmavší než břišní, která může být až téměř bílá. Svou velikostí a částečně i vzezřením se velrybka podobá plejtvákovi malému a plejtvákovi jižnímu (Balaenoptera bonaerensis), s nímž částečně sdílí i životní prostor. Stavba těla je robustnější než u plejtváků, ale štíhlejší než u pravých velryb. Hřbetní ploutev se nachází asi v jedné čtvrtině až jedné třetině vzdálenosti od konce ocasu. Tlama je prohnutá ale ne tak výrazně jako u pravých velryb a nachází se v ní na každé straně 213-262 kostic. Kostice vyrůstají z horní čelisti a dorůstají délky až 69 cm.

## Rozšíření a populace
Velrybka patří mezi nejméně prozkoumané kytovce. Do roku 2008 byla v oceánech a mořích pozorována jen 25krát. Někdy se sdružuje s plejtváky sejvaly, plejtváky jižními, delfíny a kulohlavci. V jednom případě bylo spatřeno najednou 80 exemplářů, ale v naprosté většině ostatních případů jde o jednoho až dva jedince pohromadě, občas připojených ke skupině jiných výše zmíněných kytovců. Velikost populace nelze z dosavadních dat zjistit.
Předpokládá se, že velrybka malá žije v pásu mezi 30°-55° jižní šířky. Nejčastěji byla pozorována u pobřeží Austrálie a Nového Zélandu (v mnoha případech šlo o jedince uvízlé nebo vyplavené na pobřeží), méně pak u jižní Afriky a Jižní Ameriky. Zcela vzácně jsou hlášeny kontakty z otevřeného oceánu.

## Potrava a chování
O potravních návycích tohoto kytovce se ví velmi málo. Analýza žaludků vyplavených velrybek ukázala, že převážnou část potravy tvoří drobní korýši a různé larvy, jež jsou součástí krilu a planktonu, především mořské buchanky a krunýřovky (rod Euphausia).

## Vztah s lidmi, ohrožení
Velrybka malá nebyla kvůli své malé velikosti a rozptýlené populaci téměř nikdy vyhledávána velrybáři. Někdy je velrybáři ulovili spolu s plejtváky jižními. Zcela výjimečně byla ulovena i do rybářských sítí. Většina velrybek byla zkoumána poté, co uvázla na pobřeží.